# Baldwinella
Baldwinella ist eine Fischgattung aus der Gruppe der Fahnenbarsche (Anthiadidae), die im westlichen Atlantik von Massachusetts über die Karibik bis an die Küste des nördlichen Brasiliens, sowie im östlichen Pazifik von Niederkalifornien bis Panama und der costa-ricanischen Kokos-Insel vorkommt. Die Gattung wurde erst im Jahr 2012 beschrieben und nach Carole C. Baldwin benannt, eine Wissenschaftlerin am National Museum of Natural History, die besonders die Systematik der Sägebarsche erforscht hat. Die drei Arten der Gattung Baldwinella gehörten vorher zu Hemanthias bzw. Pronotogrammus.

## Merkmale
Die Fische erreichen eine Körperlänge von 25 cm bis 30 cm.  Sie haben einen länglich ovalen, rötlich gefärbten Körper. Der Kopf ist zum größten Teil beschuppt. Die Schnauze, die Maxillare, die Kehle und einige andere Bereiche sind aber unbeschuppt. Der Unterkiefer kann beschuppt oder unbeschuppt sein. Die vorderen und hinteren Nasenöffnungen an jeder Kopfseite stehen nah zusammen. In beiden Kiefern ist die äußeren Zahnreihe mit konischen Zähne besetzt, die Zähne der inneren Reihe sind dagegen bürstenförmig mit einigen vergrößerten Fangzähnen dazwischen. Auf der Gaumen (Vomer) sind die Zähne in einem winkeligen, in seltenen Fällen auch dreieckigen Feld angeordnet. Rücken- und Afterflosse sind zum größten Teil unbeschuppt; die Basis des weichstrahligem Abschnitts kann mehr oder weniger beschuppt sein. Die paarigen Flossen und die Schwanzflosse sind an der Basis beschuppt. Die Seitenlinie ist vollständig und verläuft auf dem Rumpf einige Schuppenreihen unterhalb des Rückenprofils und auf dem Schwanzstiel mittig.
- Flossenformel: Dorsale X(XI)/(13)14—16; Anale III/7—9, Pectorale 15—21, Caudale 15(8+7)/13(7+6)
- Schuppenformel: SL 36—53/22—29.
- Wirbel: 26(10+16).
- Kiemenreusendornen: 36—43.

## Arten
Zur Gattung Baldwinella gehören drei Arten:
- Baldwinella aureorubens (Longley, 1935), Typusart
- Baldwinella eos (Gilbert 1890)
- Baldwinella vivanus (Jordan & Swain, 1885)

## Belege
1. 1 2  Paolo Parenti u. John E. Randall: An annotated checklist of the fishes of the family Serranidae of the world with description of two new related families of fishes. FishTaxa (2020) 15: 1-170. S. 9 u. 10.
2. 1 2  William D. Anderson, Phillip C. Heemstra (2012): Review of Atlantic and eastern Pacific Anthiine fishes (Teleostei: Perciformes: Serranidae), with descriptions of two new genera. Transactions of the American Philosophical Society, New Series 102(2): 1–173. Seite 99 u. 100.
3. ↑  Baldwinella vivanus auf Fishbase.org (englisch)
4. ↑  Baldwinella aureorubens auf Fishbase.org (englisch)